# Лира (программный комплекс)
ПК Лира — многофункциональный программный комплекс для проектирования и расчёта строительных и машиностроительных конструкций различного назначения. Реализованный метод расчета — метод конечных элементов (МКЭ). Выполняется расчёт на статические (силовые и деформационные) и динамические воздействия. Производится подбор и проверка сечений стальных конструкций, армирование сечений железобетонных и сталежелезобетонных конструкций. Выдаются чертежи стадии «рабочий проект» марок КЖ, КМ. Множественные специализированные системы, позволяют моделировать работу массивов грунта, рассчитывать мостовые сооружения, моделировать работу сооружения в процессе монтажа, исследовать поведение конструкции под динамическими воздействиями во времени и многое другое. На сегодняшний день существует два программных комплекса семейства Лира: «ЛИРА 10» и «Лира-САПР».

## История создания

Фотография монитора с ЛИРА-ПК для первых персональных компьютеров AT-286

История программного комплекса ЛИРА начинается в 1960-х годах с программ расчёта пространственных стержневых систем «Экспресс» и «Мираж», предназначенных для расчёта строительных конструкций. Эти программы были разработаны А. С. Городецким для БЭСМ, а также ЭВМ «М-20» и «Минск-22». Именно эти программы послужили прообразом будущих промышленных программ массового применения в области строительства.
В 1963 году становится возможным расчёт пространственных шарнирно-стержневых систем с учётом геометрической и физической нелинейности, реализованный в программе «Модель» для БЭСМ-2. Для решения систем нелинейных уравнений был применён шаговый метод. В программе имелся модуль, реализующий расчёт пластинчатых систем (балок-стенок, оболочек, плит) на основе стержневых аппроксимаций. Стало возможным моделирование процесса нагружения конструкций и моделирование процесса развития трещин и ползучести для железобетонных конструкций. Главным отличием программы Модель от существующих на тот момент программ, в которых реализовывался лишь метод сил, было использование метода перемещений и автоматизация процедуры статического расчёта: задание и диагностика исходных данных, составление уравнений, решение уравнений, вычисление усилий и напряжений в стержневых и пластинчатых элементах.
В 1965 году для ЭВМ М-20 была разработана программа для расчёта конструкций панельных домов «Панель», в которой расчётная схема сооружения представлялась в виде системы ортогональных балок-стенок и плит. Сначала численно определялись матрицы жёсткости укрупненных фрагментов балок-стенок и плит, а затем рассчитывалось всё здание, состоящее из укрупнённых фрагментов. Кроме того, в программе была реализована идея метода конечных элементов и суперэлементов, а матрица жёсткости пластинчатых элементов строилась на основе стержневых аппроксимаций.
В 1969 году специально для ЭВМ Минск-22 была выпущена программа «Экспресс», выполняющая комплексный расчёт произвольных пространственных стержневых систем — статический и динамический расчёты, выбор расчётных сочетаний усилий, подбор арматуры.
В 1970 году появился программный комплекс «Мираж» для ЭВМ Минск-22, в котором впервые были реализованы методы конечных элементов и суперэлементов в том виде, в котором они используются до сих пор практически во всех подобных программах.
В 1975 году для ЕС ЭВМ разработан программный комплекс ПК «Лира-ЕС» на языках ПЛ-1 и Ассемблер в операционной среде ОС ЕС.
В 1991 году появляется программный комплекс «Мираж», представляющий собой реализацию алгоритмов «Лира-ЕС» на персональных компьютерах в операционной среде DOS.
С 1974 по 2010 годы разработка программ семейства Лира выполнялась коллективом разработчиков (около 40 человек) во главе с А.С. Городецким в отделе САПР в государственном НИИ автоматизированных систем в строительстве (НИИАСС), а с 2003 по 2010 частично в ООО «Лира-софт». В эти годы были выпущены версии ПК Лира 9.0, 9.2, 9.4 и 9.6.
В 2011 году произошёл раскол. ООО «Лира-софт» (4 программиста) под руководством А. В. Горбовца приняла решение создать принципиально новый программный комплекс  под названием ЛИРА 10.   Через полтора года после этого, была выпущена первая версия расчётного комплекса ЛИРА 10 – ЛИРА 10.0. А коллектив под руководством А. С. Городецкого  (все остальные ) продолжил работу в составе компании «Лира-САПР» и присвоил программному комплексу «Лира» новое название — «ПК-Лира-САПР». Была обновлена маркировка версий: для маркировки используется текущий год выпуска и номер релиза в текущем году. 
В дальнейшем обе программы "ЛИРА 10" и "ЛИРА-САПР" развивались каждая по своему пути.

## История версий
- 1963 — Модель (КиевЗНИИЭП)
- 1965 — Панель (КиевЗНИИЭП)
- 1966 — РПСС (КиевЗНИИЭП)
- 1969 — Экспресс (УкрНИИпроект)
- 1970 — Мираж (ЭВМ Минск-22) (УкрНИИпроект)
- 1971 — Супер (Гипрохиммаш)
- 1975 — Лира-ЕС (НИИАСС)
- 1982 — Лира-СМ (НИИАСС)
- 1988 — Лира-ПК (IBM PC AT-286) (НИИАСС)
- 1993 — Мираж (IBM PC AT-486) (НИИАСС)
- 1994 — из коллектива разработчиков выделилась группа программистов. Компания «SCAD Soft» выпустила программный комплекс SCAD.
- 1996 — ПК-Лира-Windows (НИИАСС)
- 1998 — ПК-Лира 5.0 (НИИАСС)
- 2000 — ПК-Лира 8.0 (НИИАСС)
- 2001 — ПК-Лира 8.2 (НИИАСС)
- 2003 — ПК-Лира 9.0 (НИИАСС)
- 2005 — ПК-Лира 9.2 (НИИАСС, Лира-софт)
- 2007 — ПК-Лира 9.4 (НИИАСС, Лира-софт)
- 2009 — ПК-Лира 9.6 (НИИАСС, Лира-софт)
- 2010 — из коллектива разработчиков выделилась группа программистов. Компания «Лира софт» выпускает программный комплекс ПК Лира 10.
- 2011 — ПК-Лира-САПР 2011 (Лира-САПР), ПК ЛИРА 10.0 (ЛИРА софт)
- 2012 — ПК-Лира-САПР 2012 (Лира-САПР)
- 2013 — ПК-Лира-САПР 2013 (Лира-САПР), ПК ЛИРА 10.2 (ЛИРА софт)
- 2014 — ПК-Лира-САПР 2014 (Лира-САПР), ПК ЛИРА 10.4 (ЛИРА софт)
- 2015 — ПК-Лира-САПР 2015 (Лира-САПР)
- 2016 — ПК-Лира-САПР 2016 (Лира-САПР), ПК ЛИРА 10.6 (ЛИРА софт)
- 2017 — ПК-Лира-САПР 2017 (Лира-САПР)
- 2018 – ПК-Лира-САПР 2018 (Лира-САПР), ПК ЛИРА 10.8 (ЛИРА софт)
- 2019 – ПК-Лира-САПР 2019 (Лира-САПР), ПК ЛИРА 10.10 (ЛИРА софт)
- 2020 – ПК-Лира-САПР 2020 (Лира-САПР)
- 2021 – ПК-Лира-САПР 2021 (Лира-САПР), ПК ЛИРА 10.12 (ЛИРА софт)